# Musée national du Bangladesh
Pour les articles homonymes, voir Musée national.
Le Musée national du Bangladesh (en bengali : বাংলাদেশ জাতীয় যাদুঘর) est le principal musée du Bangladesh. Hébergé dans le palais Ahsan Manzil Mughal à Dacca, dans le district de Shahbag, il abrite des collections et présente des expositions consacrées à l'archéologie, à l'art classique, aux arts décoratifs, à l'art contemporain, à l'histoire, à l'histoire naturelle, à l'ethnologie et à la civilisation mondiale.
Le musée dispose également d'un département d'éducation et d'un laboratoire de conservation. Outre Dacca, il gère trois autres établissements à Chittagong, Sylhet et Maimansingh.

## Historique
Initialement fondé le 20 mars 1913, sous le nom de « Musée de Dacca », et officiellement inauguré le 7 août 1913, le musée national du Bangladesh a reçu le statut de « musée national » le 17 novembre 1983. Il a été fondé dans le contexte de la division du Bengale opérée en 1905 par Lord Curzon, vice-roi des Indes de 1899 à 1905, et de l'importance que prit alors la ville de Dacca. La collection de ce musée se développa rapidement, et moins d'un an après son ouverture, en juin 1914, une première extension lui permit de passer de une à trois salles. Le premier conservateur du musée fut Nalini Kanta Bhattasali.
Le musée a mis en place une collaboration étroite avec l'université de Dacca, qui ne possédait pas de collection historique. En conséquence, en 1936, une réorganisation de la gestion du musée a eu lieu, pour tenir compte de cette coopération, à la suite de laquelle le vice-chancelier de l'université est devenu président du comité du musée de Dacca. En 1947, l'université a entièrement pris en charge la gestion du musée auprès du gouvernement provincial. Après plusieurs changements administratifs internes, le musée est passé en 1970 sous l'autorité directe du gouvernement du Pakistan oriental.
Après la guerre de libération ayant opposé en 1971 l'État et les forces armées du Pakistan aux rebelles bangladeshis soutenus par l'Inde, et l'intervention des forces armées indiennes dans ce qui deviendra la troisième guerre indo-pakistanaise, qui aboutit à l'indépendance du Bangladesh, le premier Premier ministre du pays, Sheikh Mujibur Rahman, manifeste son intérêt pour un musée national documentant l'histoire de la lutte pour la liberté du pays. Il fut également le premier à désigner le musée de Dacca comme « musée national du Bangladesh. » Il a fait don de plusieurs pièces, dont un drapeau. Officiellement, cependant, le musée n'a été inauguré en tant que musée national qu'en 1983.

## Collections
Le musée national abrite des œuvres et objets allant de la période préhistorique jusqu'à l'art moderne. En nombre comme en singularité, le musée est extrêmement riche en sculptures de pierre, de métal et de bois, en pièces d'or, d'argent et de cuivre, en inscriptions de pierre et de cuivre et en terre cuite et autres objets d'intérêt archéologique.
Il présente dans quarante-quatre salles, des objets relevant des domaines de l'archéologie, de l'art, de l'histoire, de l'histoire naturelle et de l'ethnologie. La collection archéologique mérite d'être mentionnée, principalement à cause des sculptures hindoues et bouddhistes. Dans le domaine de l'histoire naturelle, l'accent est mis sur la représentation du patrimoine naturel du Bangladesh. Dix salles sont consacrées aux plantes et aux animaux, ainsi qu'aux pierres et minéraux du Bangladesh. Dans le domaine de l'histoire, il y a deux salles principales consacrées à l'histoire de la fondation du pays, en tenant compte du mouvement de la langue bengali et de la guerre du Bangladesh. En outre, dans la collection d'art, les œuvres de Zainul Abedin, qui a également son propre musée, méritent d'être mentionnées, qui illustrent la misère de la période de famine qu'a traversé le Bangladesh.

## Galerie

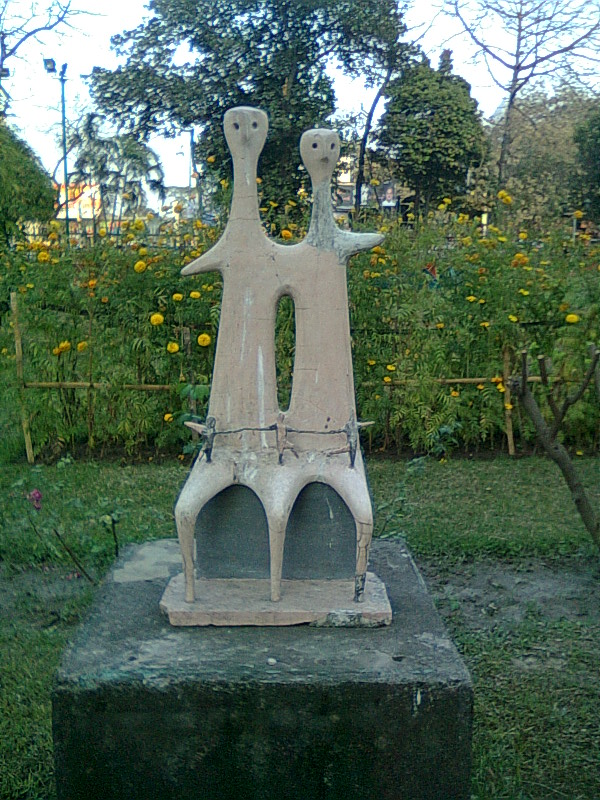
Composition, Novera Ahmed
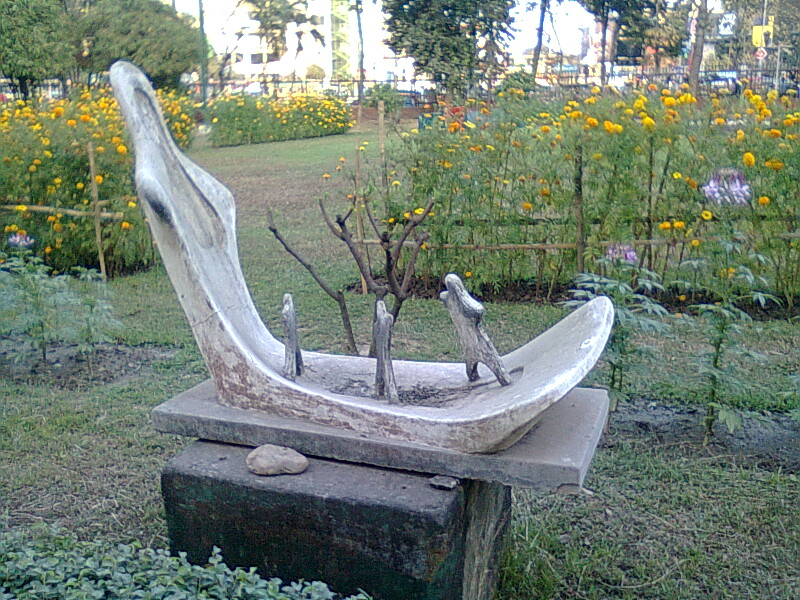
Reclining Figure, Novera Ahmed
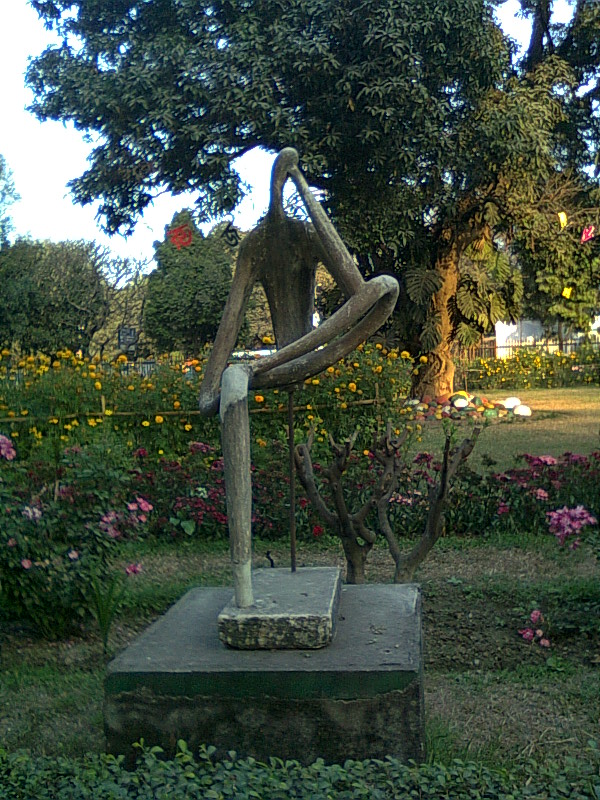
Seated Woman, Novera Ahmed
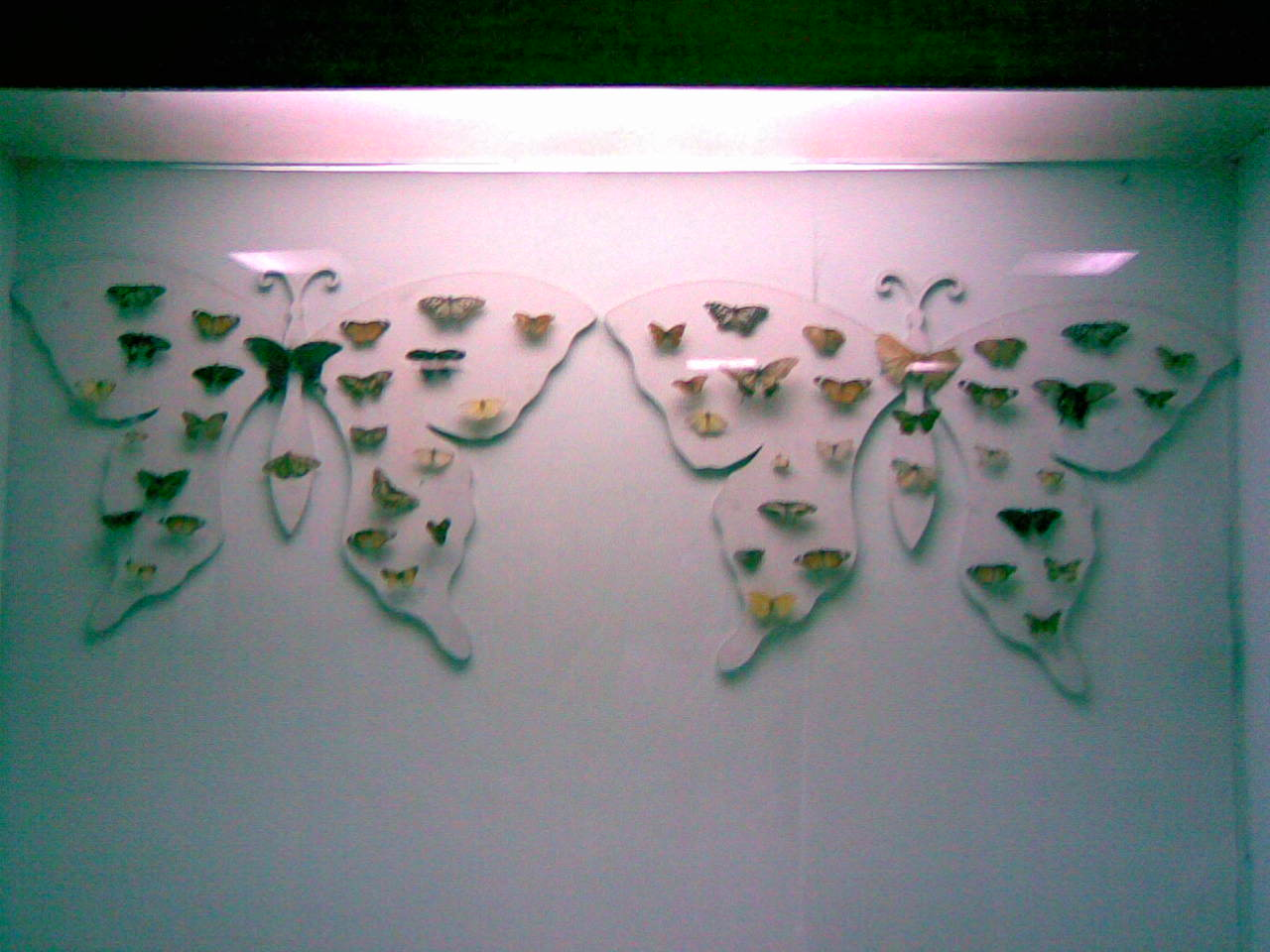
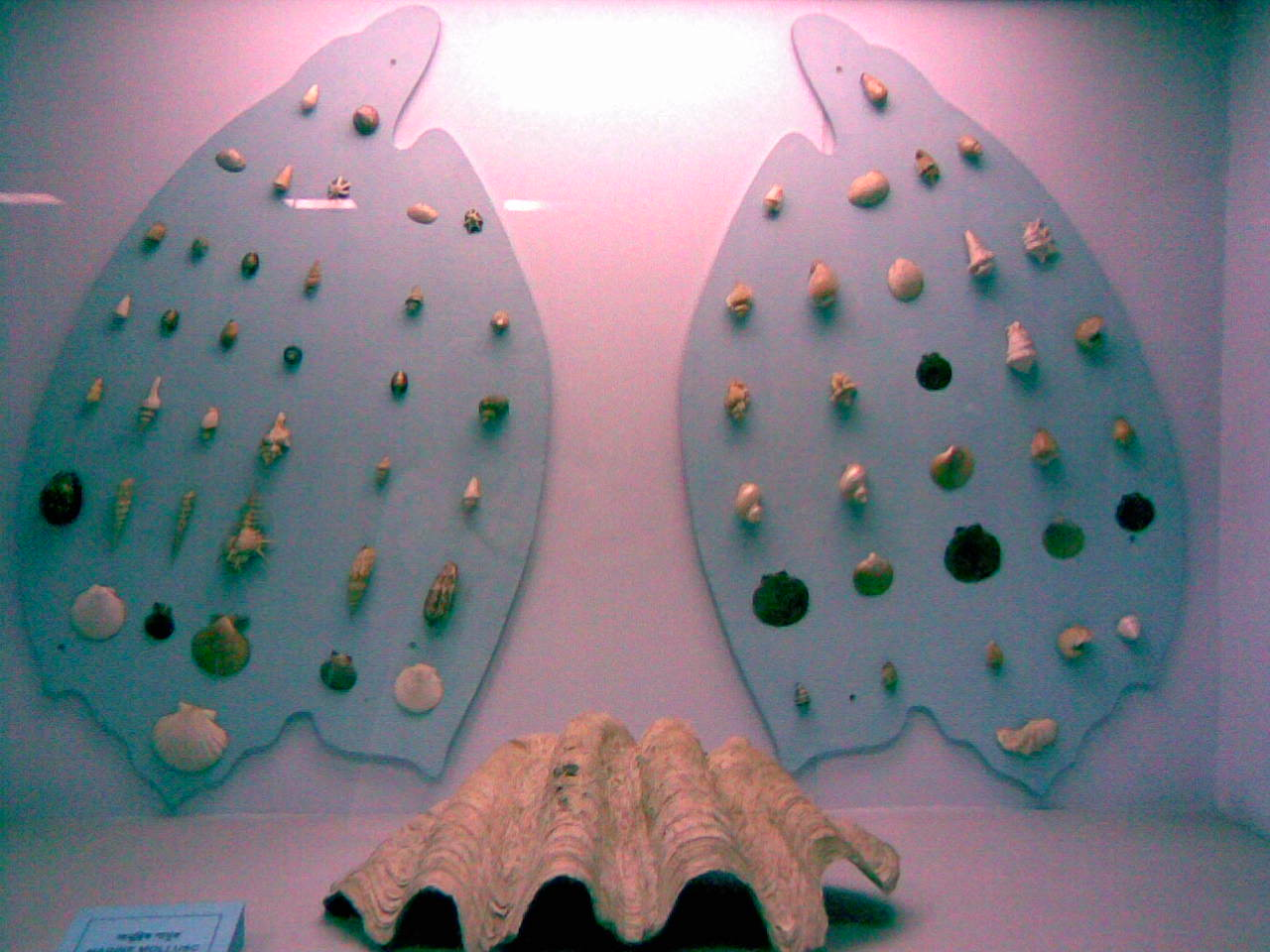
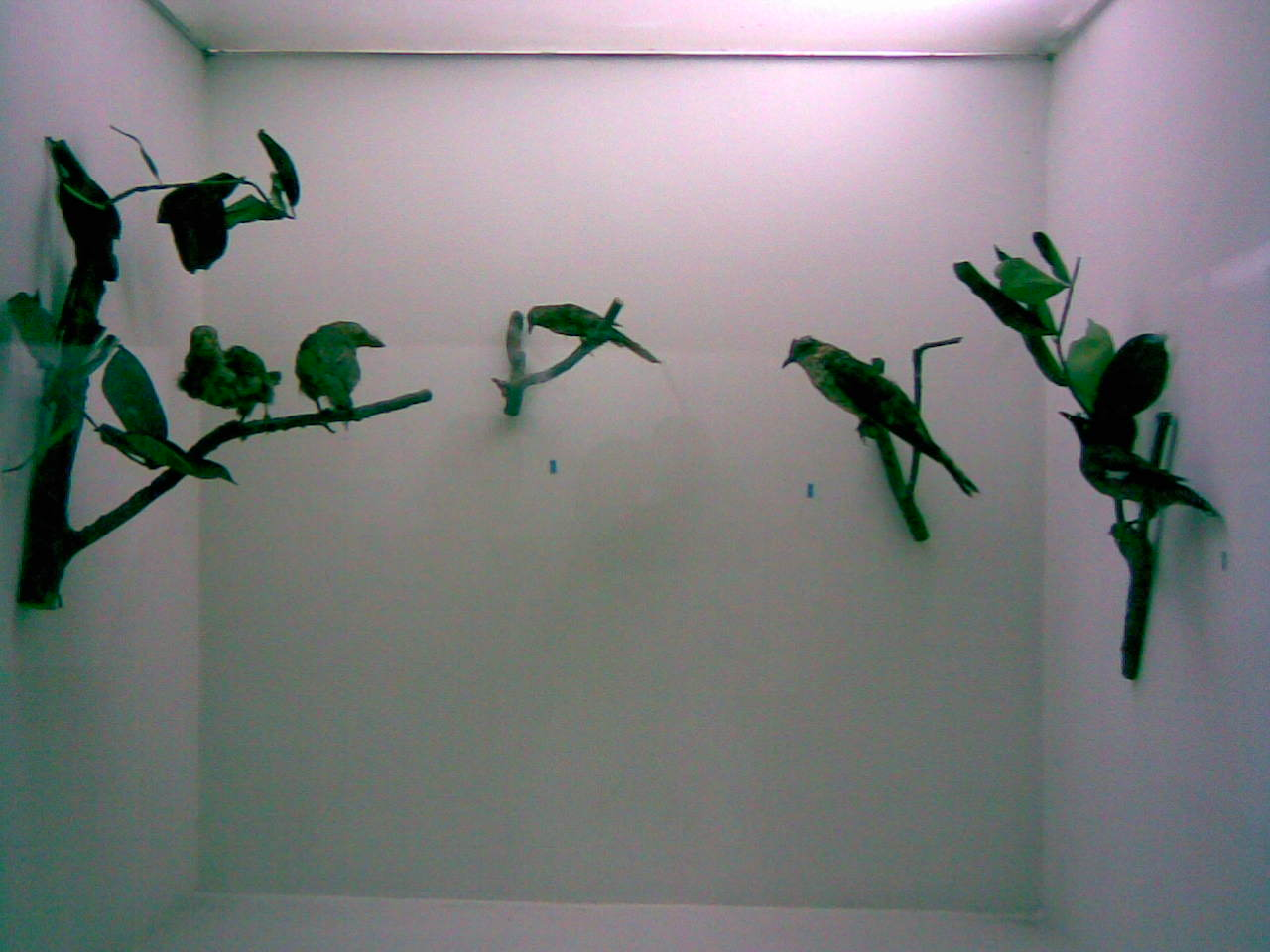
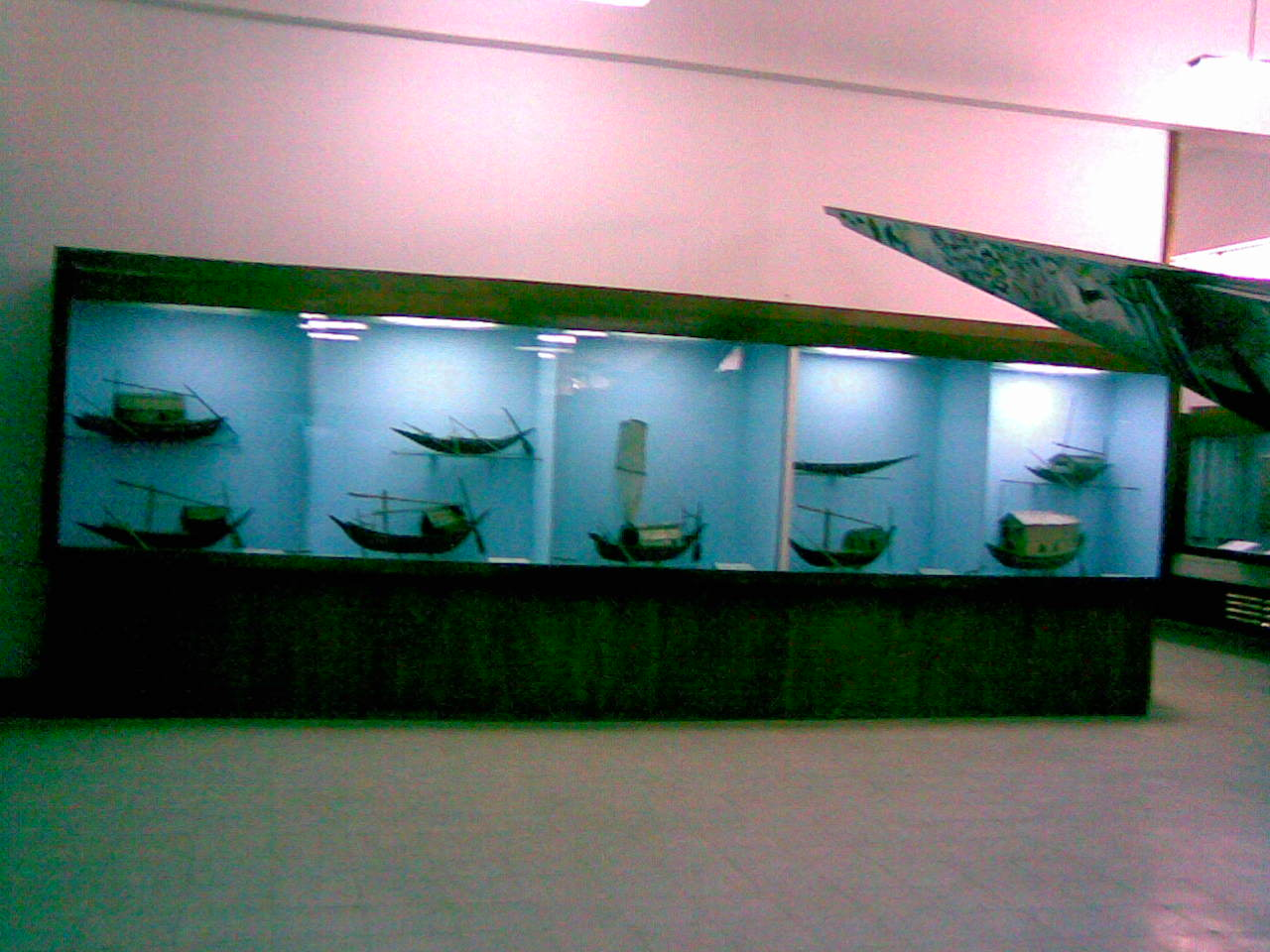
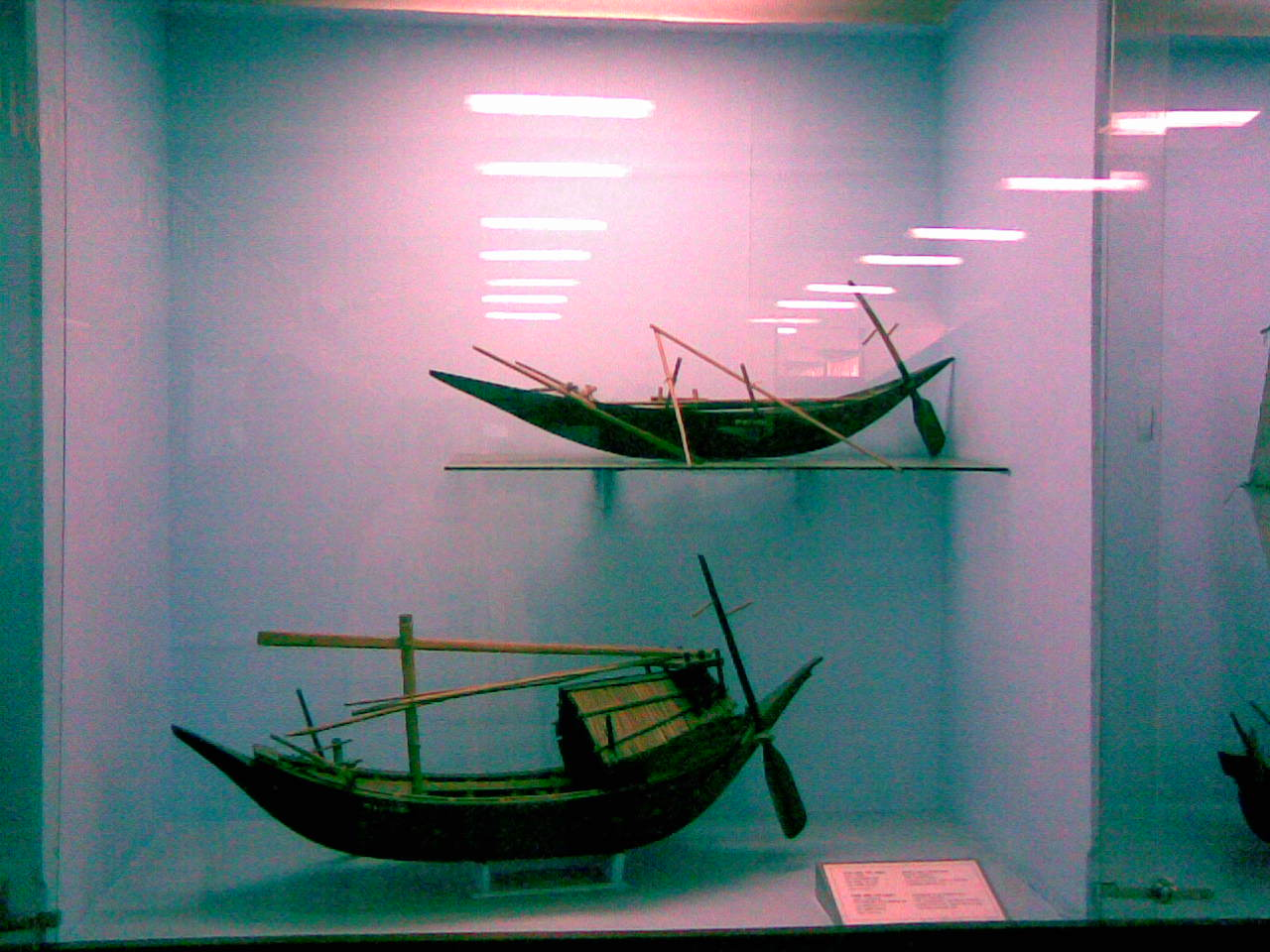
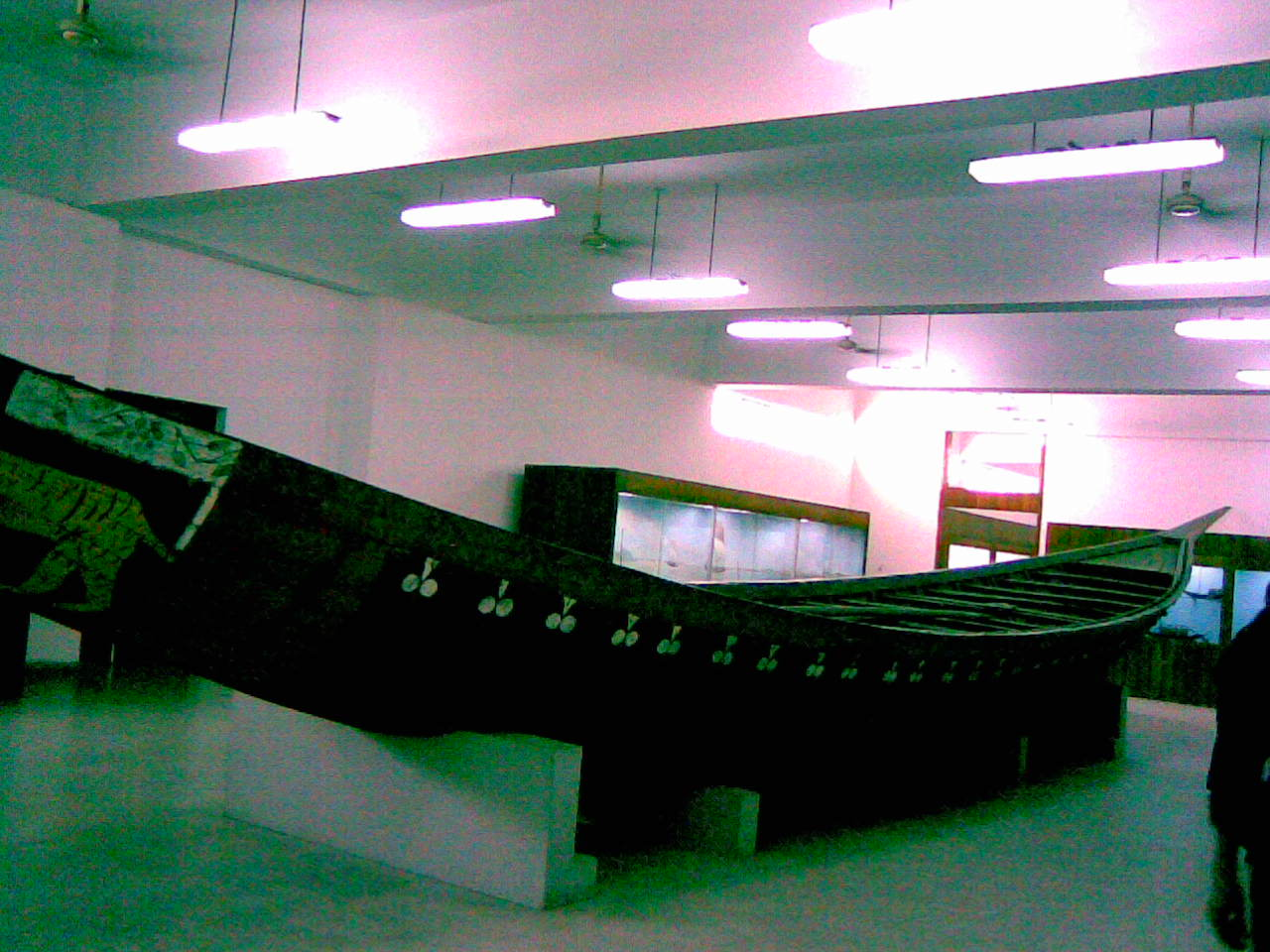
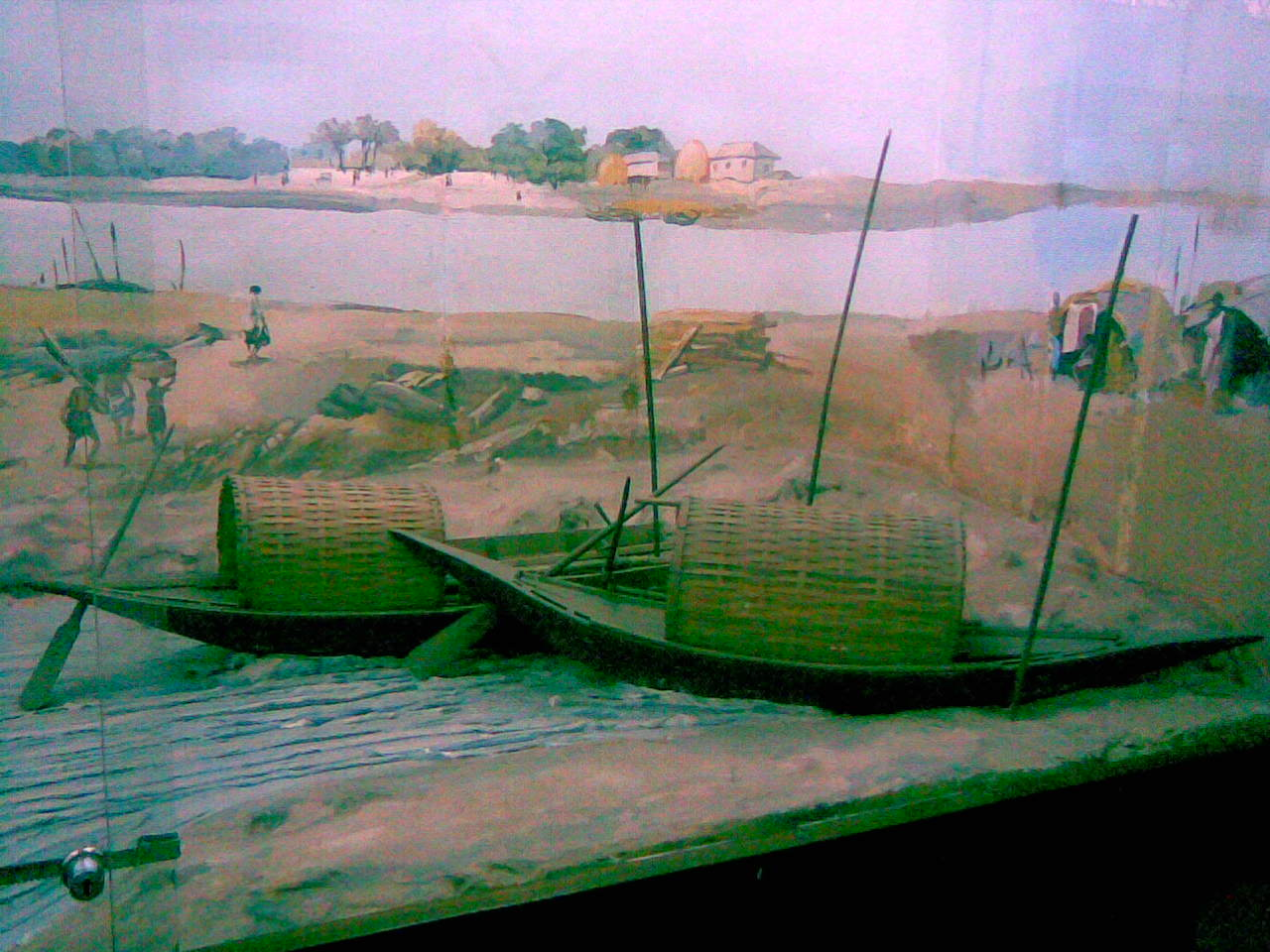
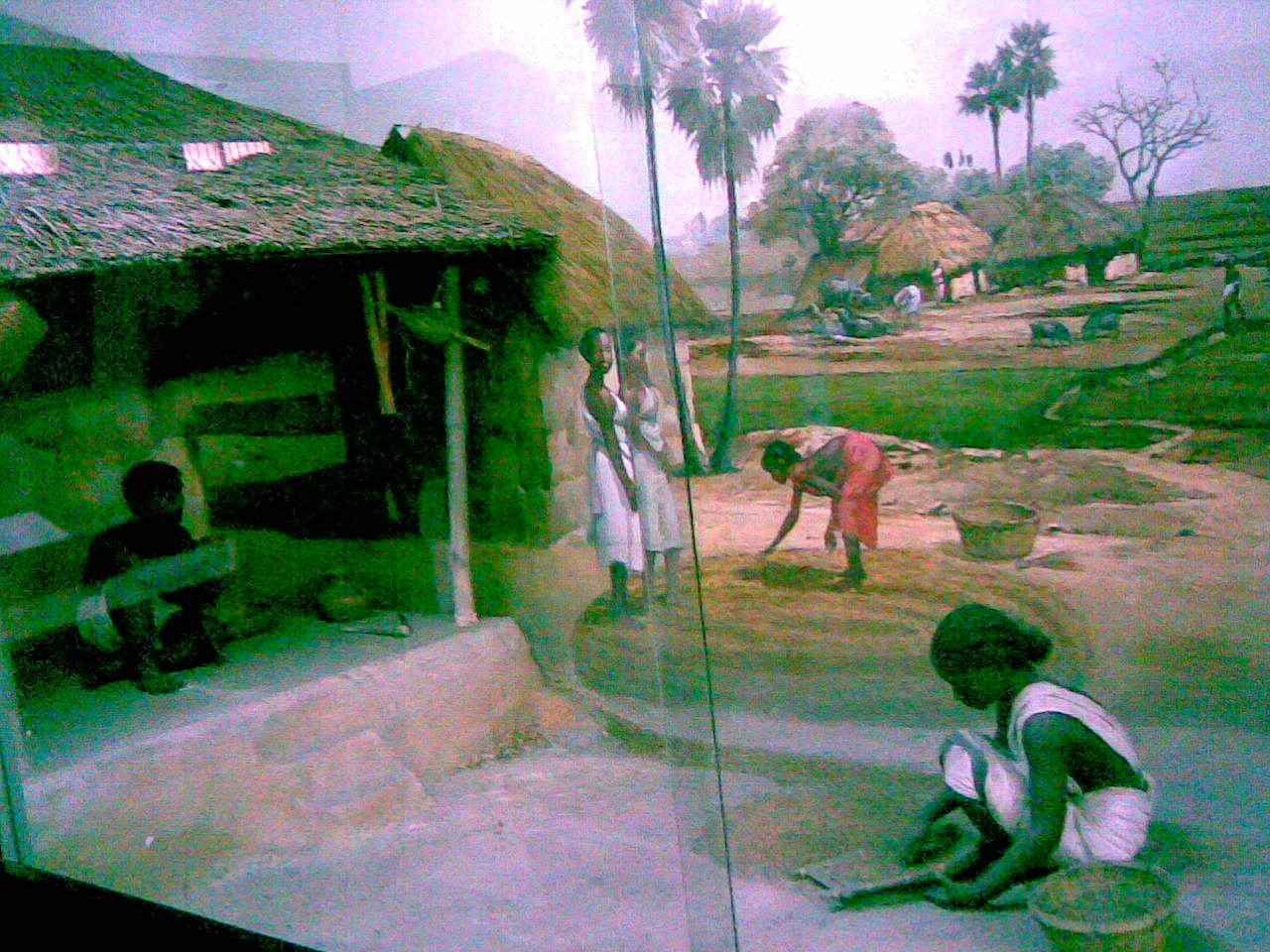
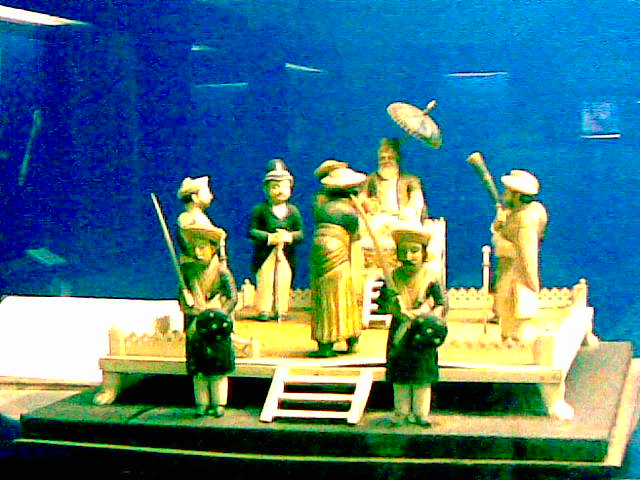